# Múscul estilofaringi
El múscul estilofaringi (musculus stylopharyngeus) és un múscul esquelètic que s'estén entre l'apòfisi estiloides del temporal i la faringe. "Estilo" fa referència a l'apòfisi estiloide.
L'estilofaringi és un múscul llarg i prim. És l'únic múscul de la faringe innervat pel nervi glossofaringi. Eleva la laringe, la faringe i dilata la faringe per permetre el pas d'un bol gran d'aliments, facilitant d'aquesta manera la deglució.

## Imatges

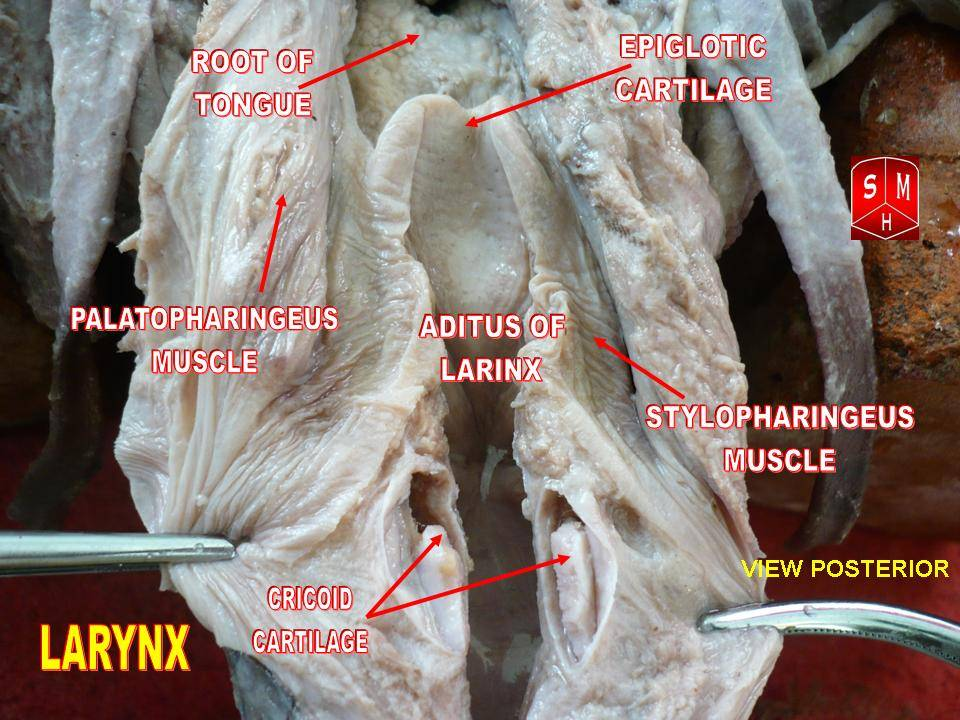
Múscul estilofaringi.
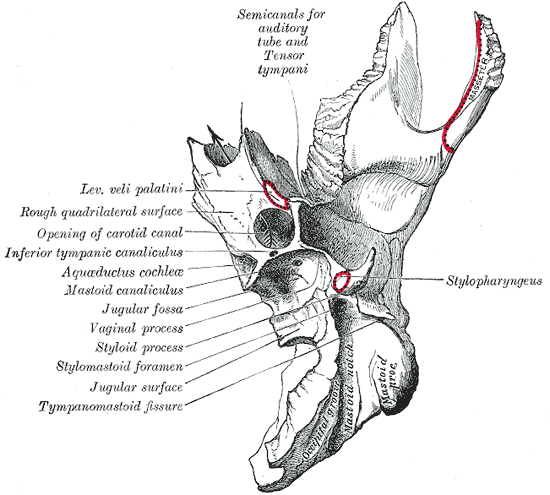
L'os temporal esquerre. Superfície inferior.
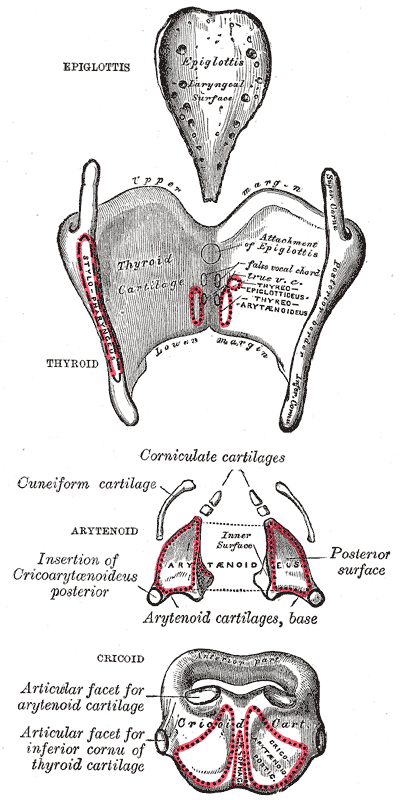
Els cartílags de la laringe. Vista posterior.
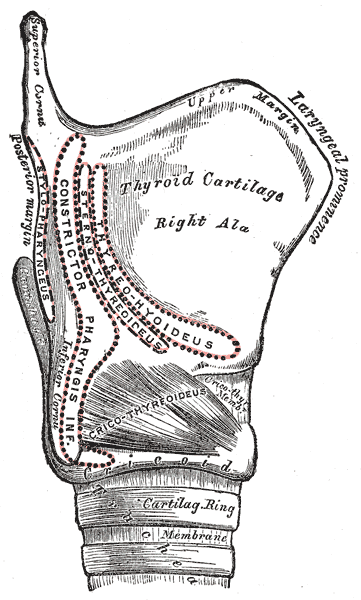
Vista lateral de la laringe mostrant zones d'insercions musculars.
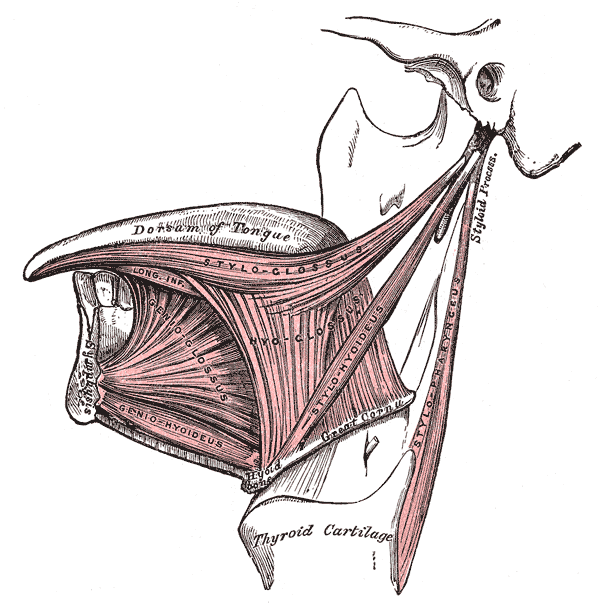
Músculs extrínsecs de la llengua. Costat esquerre.
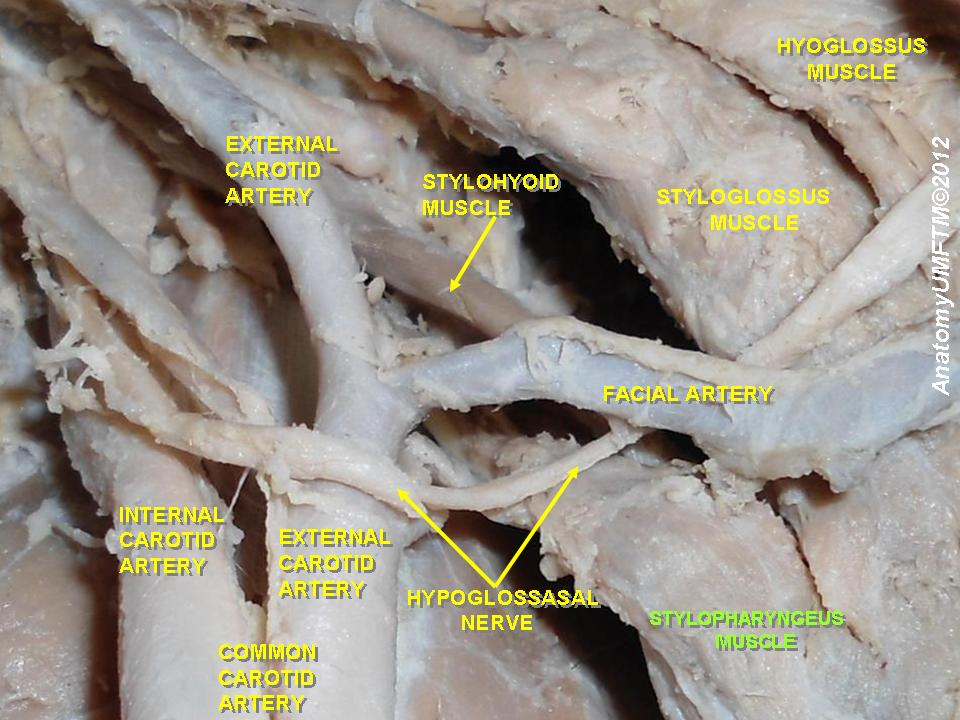
Dissecció mostrant el múscul estilofaringi.
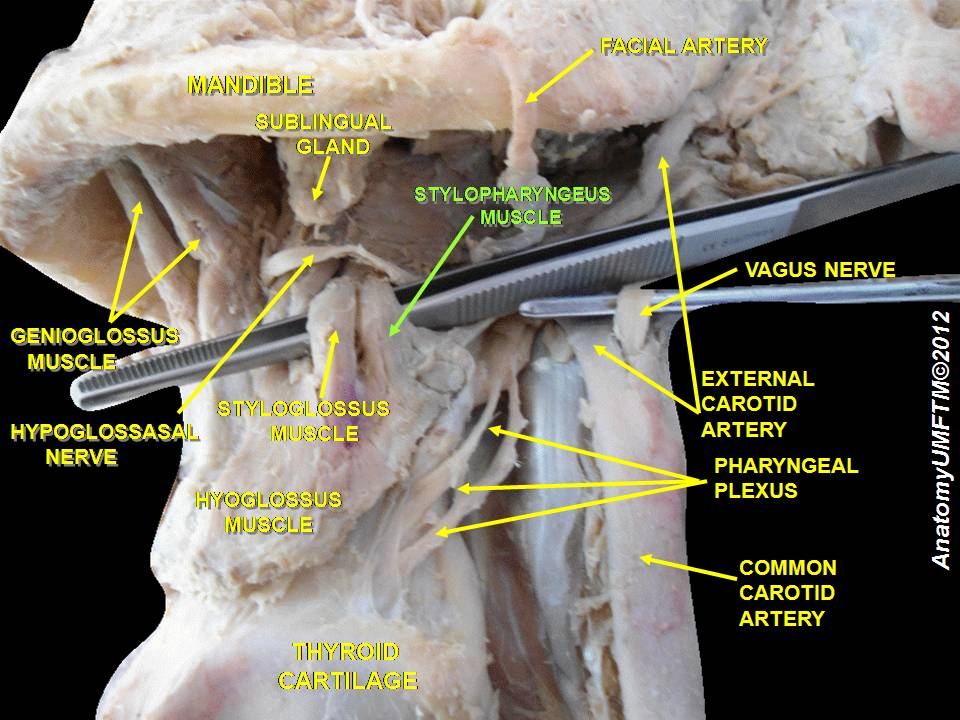
Dissecció. Es veu el múscul estilofaringi.
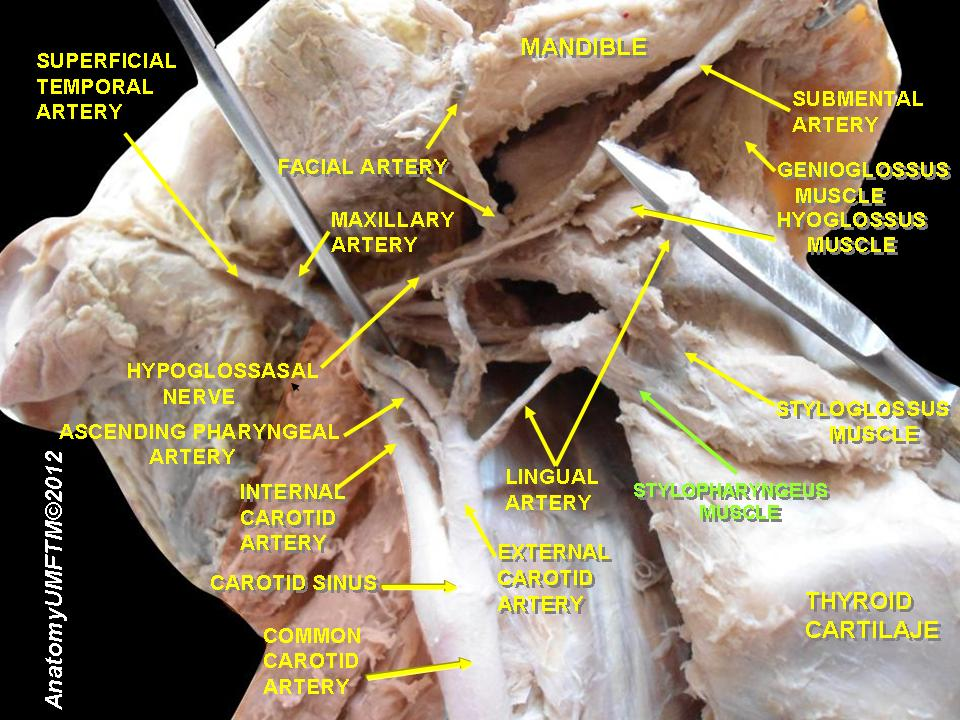
Dissecció on apareix el múscul estilofaringi.